# 扎普拉廷
49°17′46″N 23°49′26″E / 49.29611°N 23.82389°E
扎普拉廷（烏克蘭語：Заплатин），是烏克蘭的村落，位於該國西部利沃夫州，由斯特雷區斯特雷市鎮負責管轄，始建於1342年，面積17.32平方公里，海拔高度288米，2001年人口425，人口密度每平方公里24.54人。